# Шуман-Хайнк, Эрнестина
Эрнестина Шуман-Хайнк (нем. Ernestine Schumann-Heink), урождённая Эрнестина Рёсслер (нем. Ernestine Rössler; 15 июня 1861, Либен, Австрийская империя — 17 ноября 1936, Голливуд, США) — американская оперная певица австрийского происхождения, контральто.

## Биография
Эрнестина Рёсслер, которую в семье все звали «Тини», родилась в Либене, ныне часть города Праги, 15 июня 1861 года. Её отец, Ганс Рёсслер был производителем обуви. Он познакомился и женился на её матери, Шарлотте Гольдман, когда, в звании офицера, служил на севере современной Италии, в то время входивший в состав Австрийской империи. Семья часто переезжала. Когда Эрнестине было три года, они поселились в Вероне. В 1866 году, с началом Австро-прусско-итальянской войны, перебрались в Прагу, где Эрнестина обучалась в пансионате при монастыре урсулинок. В конце войны, они снова переехали в Подгуже, ныне часть города Кракова. Когда Эрнестине было тринадцать лет, семья поселилась в Граце. Здесь она познакомилась с бывшей оперной певицей Мариэттой фон Леклер, которая согласилась преподавать ей вокал.
В 1877 году в Граце состоялся её первое профессиональное выступление. Вместе с сопрано Марией Вильт, она исполнила «Девятую симфонию» Людвига ван Бетховена. А 15 октября 1878 года на сцене Королевского оперного театра состоялся оперный дебют певицы. Она исполнила партию Азучены в «Трубадуре» Джузеппе Верди.
В 1882 году Эрнестина вышла замуж за Эрнеста Хайнка, секретаря оперы Земпера. Тем самым, оба нарушили условия своих контрактов, за что были уволены из театра. Эрнест устроился на работу на таможню и вскоре был переведен в Гамбург. Эрнестина осталась в Дрездене, где продолжила оперную карьеру. Семья воссоединилась, когда певица заключила контракт с оперным театром в Гамбурге. В браке у супругов родились четверо детей, один из которых, Фердинанд Шуман-Хайнк (1893 — 1958) стал актером.
Эрнест снова потерял работу во время гонений на подданных саксонского королевства. Беременная Эрнестина, вслед за мужем, вернулась в Дрезден. Супруги развелись в 1893 году. В том же году она вышла замуж за актера Пауля Шумана, в браке с которым родила ещё троих детей. В 1904 году певица овдовела и выехала на работу в США. В театре на Бродвее она участвовала в постановке оперетты Джулиана Эдвардса «Лотереи любви». Во время выступления певица часто прерывалась, чтобы спросить у публики был ли её английский достаточно хорош. После полсотни спектаклей она вернулась в оперу.
Когда примадонна Мария Гётце поссорилась с режиссёром оперного театра в Гамбурге, тот отдал Эрнестине партию Кармен в одноименной опере Жоржа Бизе, которую она блестяще исполнила без репетиции. За следующие два дня, так же без репетиции, Эрнестина исполнила ещё две партии примадонны, после чего с ней был заключен контракт на десять лет.
Эрнестина сотрудничала с Густавом Малером в Королевском оперном театре Ковент-Гарден в Лондоне. Приобрела известность исполнением партий в операх Рихарда Вагнера во время фестивалей в Байройте, где выступала с 1896 по 1914 год. Первое выступление Эрнестины на сцене театра Метрополитен-опера в Нью-Йорке состоялось в 1899 году. С тех пор и до 1932 года она регулярно выступала в этом театре. В 1900 году одной из первых оперных певиц записала своё пение на пластинку.
В 1905 году вышла замуж за своего импресарио Уильяма Раппа, младшего. Они развелись в 1915 году. 10 февраля 1905 года подала запрос на получение гражданства США, которое получила 3 марта 1908 года. С апреля 1906 года жила на вилле Фидес в Норд-Колдуэлле в штате Нью Джерси. В декабре 1911 года переехала в имение близ города Сан-Диего в штате Калифорния, которое приобрела в январе 1910 года.
В 1909 году исполнила партию Клитеменстры в оперном дебюте композитора Рихарда Штрауса «Электра». Композитор был полностью пленен певицей. По преданию, во время репетиций он просил оркестр: «Громче! Я до сих пор слышу мадам Шуман-Хайнк!»
В праздник Рождества 1926 года она впервые исполнила по радио «Святую ночь» (на немецком и английском языках), после чего пела эту песню на радио каждое Рождество до 1935 года. В 1927 году спела в короткометражном фильме. Потеряла почти все свои сбережения во время краха на бирже 1929 года и была вынуждена снова петь на сцене, хотя ей уже исполнилось 69 лет.
Последнее выступление певицы состоялось в Мет в 1932 году. Она исполнила партию Эдры в опере «Кольцо нибелунга», в возрасте 71 года. В последние годы жизни вела еженедельную программу на радио. Умерла 17 ноября 1936 года от лейкемии в Голливуде, в штате Калифорния. Её останки были погребены на Мемориальном кладбище Гринвуд в городе Сан-Диего.